# Problema de dois corpos em relatividade geral
O problema de dois corpos em relatividade geral (ou problema relativístico de dois corpos) é a determinação do movimento e campo gravitacional de dois corpos, conforme descrito pelas equações de campo da relatividade geral.  Resolver o problema de Kepler é essencial para calcular a curvatura da luz pela gravidade e o movimento de um planeta orbitando seu sol.  Soluções também são usadas para descrever o movimento de estrelas binárias em torno umas das outras e estimar sua perda gradual de energia por meio de radiação gravitacional.
A relatividade geral descreve o campo gravitacional por meio do espaço-tempo curvo; o equações de campo governando esta curvatura são não lineares e portanto, difícil de resolver em uma forma fechada.  Nenhuma solução exata para o problema de Kepler foi encontrada, mas uma solução aproximada foi encontrada: a solução de Schwarzschild.  Esta solução aplica-se quando a massa M de um corpo é esmagadoramente maior que a massa m do outro.  Nesse caso, a massa maior pode ser considerada estacionária e a única contribuinte para o campo gravitacional. Esta é uma boa aproximação para um fóton passando por uma estrela e para um planeta orbitando seu sol.  O movimento do corpo mais leve (chamada de "partícula" abaixo) pode então ser determinado a partir da solução de Schwarzschild; o movimento é uma geodésica ("caminho mais curto entre dois pontos") no espaço-tempo curvo. Tais soluções geodésicas são responsáveis pela precessão anômala do planeta Mercúrio, que é uma evidência chave que apoia a teoria da relatividade geral. Eles também descrevem a curvatura da luz num campo gravitacional, outra previsão famosa usada como evidência para a relatividade geral.
Se considerarmos que ambas as massas contribuem para o campo gravitacional, como nas estrelas binárias, o problema de Kepler só pode ser resolvido aproximadamente. O primeiro método de aproximação a ser desenvolvido foi a Expansão pós-Newtoniana, um método iterativo no qual uma solução inicial é corrigida gradualmente.  Mais recentemente, tornou-se possível resolver a equação de campo de Einstein usando um computador em vez de fórmulas matemáticas.  À medida que os dois corpos orbitam um ao outro, eles emitirão radiação gravitacional; isso faz com que percam energia e momento angular gradualmente, conforme ilustrado pelo pulsar binário PSR B1913+16.
Para buracos negros binários, a solução numérica do problema dos dois corpos foi alcançada após quatro décadas de pesquisa em 2005, quando três grupos desenvolveram técnicas inovadoras.

## Contexto histórico

### Problema de Kepler clássico

Figura 1. Caminho elíptico típico de uma massa menor m orbitando uma massa muito maior M. A massa maior também se move numa órbita elíptica, mas é demasiado pequena para ser vista porque M é muito maior que m. As extremidades do diâmetro indicam os apsides, os pontos de maior e mais próxima distância.

O problema Kepler deriva seu nome de Johannes Kepler, que trabalhou como assistente do astrônomo dinamarquês Tycho Brahe.  Brahe fez medições extraordinariamente precisas do movimento dos planetas do Sistema Solar.  A partir dessas medidas, Kepler foi capaz de formular as leis de Kepler, a primeira descrição moderna do movimento planetário:
1. A órbita de cada planeta é uma elipse com o Sol em um dos dois focos.
2. Uma reta que une um planeta e o Sol varre áreas iguais durante intervalos de tempo iguais.
3. O quadrado do período orbital de um planeta é diretamente proporcional ao cubo do semieixo maior de sua órbita.

Kepler publicou as duas primeiras leis em 1609 e a terceira lei em 1619.  Elas suplantaram modelos do Sistema Solar anteriores, tais como aqueles de Ptolemeu e Copérnico.  As leis de Kepler aplicam-se apenas no caso limitado do problema dos dois corpos.  Voltaire e Émilie du Châtelet foram os primeiros a chamá-los "leis de Kepler".
Quase um século depois, Isaac Newton havia formulado suas três leis do movimento.  Em particular, a segunda lei de Newton afirma que uma força F aplicado a uma massa m produz uma aceleração a dada pela equação F=ma.  Newton então colocou a questão: qual deve ser a força que produz as órbitas elípticas vistas por Kepler?  Sua resposta veio em sua lei da gravitação universal, a qual afirma que a força entre uma massa M e outra massa m é dada pela fórmula
{\displaystyle F=G{\frac {Mm}{r^{2}}},}
onde r é a distância entre as massas e G é a constante gravitacional.  Dada esta lei de força e suas equações de movimento, Newton foi capaz de mostrar que duas massas pontuais que se atraíam seguiriam, cada uma, órbitas perfeitamente elípticas. A proporção dos tamanhos dessas elipses é m/M, com a massa maior movendo-se em uma elipse menor.  Se M e muito maior que m, então a massa maior parecerá estacionária no foco da órbita elíptica da massa mais leve m.  Este modelo pode ser aplicado aproximadamente ao Sistema Solar. Como a massa do Sol é muito maior que a dos planetas, a força que atua em cada planeta se deve principalmente ao Sol; a gravidade dos planetas entre si pode ser desprezada na primeira aproximação.

### Precessão absidal

Na ausência de quaisquer outras forças, uma partícula orbitando outra sob a influência da gravidade newtoniana segue a mesma elipse perfeita eternamente. A presença de outras forças (como a gravitação de outros planetas) faz com que esta elipse gire gradualmente. A taxa desta rotação (chamada precessão orbital) pode ser medida com muita precisão. A taxa também pode ser prevista conhecendo as magnitudes e direções das outras forças. No entanto, as previsões da gravidade newtoniana não correspondem às observações, conforme descoberto em 1859 a partir de observações de Mercúrio.

Se a energia potencial entre os dois corpos não for exatamente a 1/r potencial da lei gravitacional de Newton, mas difere apenas ligeiramente, então a elipse da órbita gira gradualmente (entre outros efeitos possíveis).  Esta precessão apsidal é observada para todos os planetas que orbitam o Sol, principalmente devido ao achatamento do Sol (não é perfeitamente esférico) e às atrações dos outros planetas entre si. As absides são os dois pontos mais próximos e mais distantes da órbita (o periapsis e a apoapsis, respectivamente); a precessão absidal corresponde à rotação da linha que une as absides. Também corresponde à rotação do vetor de Laplace-Runge-Lenz, que aponta ao longo da linha de absides.
A lei da gravitação de Newton logo foi aceita porque fornecia previsões muito precisas do movimento de todos os planetas.  Esses cálculos foram realizados inicialmente por Pierre-Simon Laplace no final do século XVIII, e refinado por Félix Tisserand no final do século XIX.  Por outro lado, se a lei da gravitação de Newton “não” previsse com precisão as precessões absidais dos planetas, ela teria que ser descartada como uma teoria da gravitação. Tal precessão anômala foi observada na segunda metade do século XIX.

### Precessão anômala de Mercúrio
Em 1859, Urbain Le Verrier descobriu que a precessão orbital do planeta Mercúrio não era bem o que deveria ser; a elipse de sua órbita estava girando (precessando) um pouco mais rápido do que o previsto pela teoria tradicional da gravidade newtoniana, mesmo depois de todos os efeitos dos outros planetas terem sido contabilizados.  O efeito é pequeno (cerca de 43 arco-segundos de rotação por século), mas bem acima do erro de medição (cerca de 0,1 arco-segundos por século).  Le Verrier percebeu imediatamente a importância da sua descoberta e desafiou tanto os astrónomos como os físicos a explicarem-na.  Várias explicações clássicas foram propostas, como poeira interplanetária, achatamento não observado do Sol, uma lua não detectada de Mercúrio ou um novo planeta chamado Vulcano. Depois que essas explicações foram descartadas, alguns físicos foram levados à hipótese mais radical de que a lei do inverso do quadrado de Newton da gravitação estava incorreta.  Por exemplo, alguns físicos propuseram uma lei de potência com um expoente ligeiramente diferente de 2.
Outros argumentaram que a lei de Newton deveria ser complementada com um potencial dependente da velocidade.  No entanto, isso implicou um conflito com a dinâmica celeste newtoniana.  Em seu tratado sobre mecânica celeste, Laplace mostrou que se a influência gravitacional não agir instantaneamente, então os movimentos dos próprios planetas não conservarão exatamente o momento (e, conseqüentemente, parte do momento teria que ser atribuído ao mediador da interação gravitacional, análogo a atribuir momento ao mediador da interação eletromagnética.)  Como visto do ponto de vista newtoniano, se a influência gravitacional se propaga a uma velocidade finita, então em todos os momentos um planeta é atraído por um ponto onde o Sol estava algum tempo antes, e não em direção à posição instantânea do Sol.  Partindo do pressuposto dos fundamentos clássicos, Laplace mostrou que se a gravidade se propagasse a uma velocidade da ordem da velocidade da luz, então o sistema solar seria instável e não existiria por muito tempo.  A observação de que o sistema solar tem idade suficiente permitiu-lhe estabelecer um limite inferior na velocidade da gravidade, que acabou por ser muitas ordens de magnitude mais rápida que a velocidade da luz.
A estimativa de Laplace para a velocidade da gravidade não está correta numa teoria de campo que respeita o princípio da relatividade. Como os campos eléctrico e magnético se combinam, a atracção de uma carga pontual que se move a uma velocidade constante é para a posição instantânea extrapolada, e não para a posição aparente que parece ocupar quando observada.  Para evitar esses problemas, entre 1870 e 1900 muitos cientistas usaram as leis eletrodinâmicas de Wilhelm Eduard Weber, Carl Friedrich Gauss, Bernhard Riemann para produzir órbitas estáveis e para explicar a mudança do periélio da órbita de Mercúrio.  Em 1890, Maurice Lévy conseguiu fazê-lo combinando as leis de Weber e Riemann, pelo qual a velocidade da gravidade é igual à velocidade da luz nesta teoria.  E em outra tentativa Paul Gerber (1898) até conseguiu derivar a fórmula correta para a mudança do periélio (que era idêntica à fórmula usada mais tarde por Einstein).  No entanto, porque as leis básicas de Weber e outros estavam erradas (por exemplo, a lei de Weber foi substituída pela teoria de Maxwell), essas hipóteses foram rejeitadas.  Outra tentativa de Hendrik Lorentz (1900), que usou a teoria de Maxwell, produziu um deslocamento do periélio que era muito baixo.

### Teoria da relatividade geral de Einstein

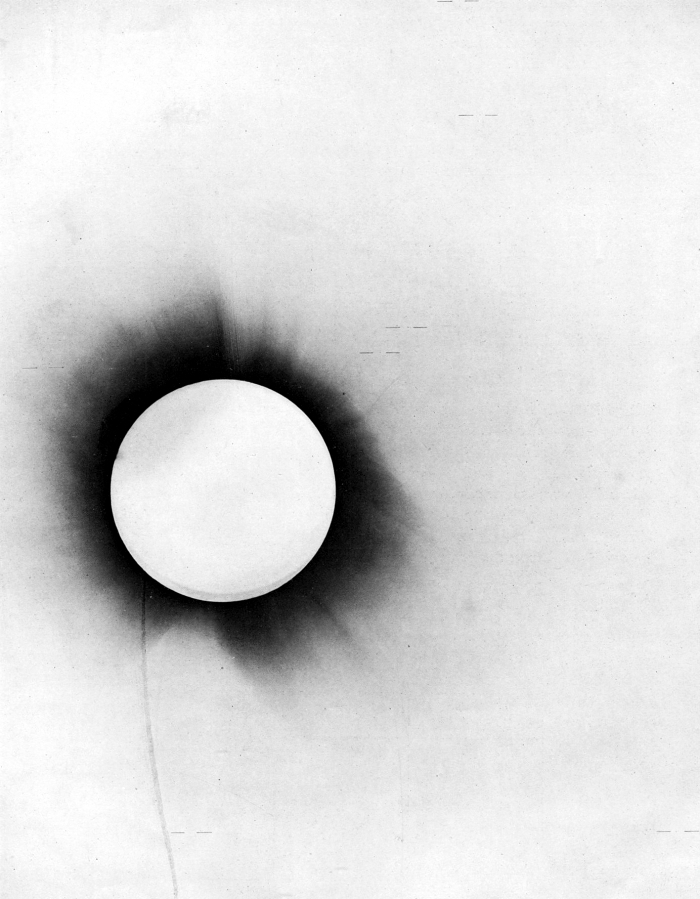
A medições de Eddington em 1919 da curvatura da luz das estrelas pela gravidade do Sol levaram à aceitação da relatividade geral mundialmente.

Em torno de 1904–1905, os trabalhos de Hendrik Lorentz, Henri Poincaré e finalmente a teoria especial da relatividade de Albert Einstein, excluir a possibilidade de propagação de quaisquer efeitos mais rapidamente do que a velocidade da luz.  Seguiu-se que a lei da gravitação de Newton teria de ser substituída por outra lei, compatível com o princípio da relatividade, ao mesmo tempo que se obtinha o limite newtoniano para circunstâncias em que os efeitos relativísticos são insignificantes.  Tais tentativas foram feitas por Henri Poincaré (1905), Hermann Minkowski (1907) e Arnold Sommerfeld (1910).  Em 1907, Einstein chegou à conclusão de que, para conseguir isso, era necessário um sucessor da relatividade especial.  De 1907 a 1915, Einstein trabalhou em direção a uma nova teoria, usando seu princípio da equivalência como um conceito-chave para guiar seu caminho.  De acordo com este princípio, um campo gravitacional uniforme atua igualmente sobre tudo dentro dele e, portanto, não pode ser detectado por um observador em queda livre.  Por outro lado, todos os efeitos gravitacionais locais devem ser reproduzíveis em um referencial com aceleração linear e vice-versa.  Assim, a gravidade atua como uma força fictícia tal como a força centrífuga ou a força de Coriolis, as quais resultam de estar num referencial acelerado; todas as forças fictícias são proporcionais à massa inercial, assim como a gravidade.  Para efetuar a reconciliação entre gravidade e relatividade especial e incorporar o princípio da equivalência, algo teve que ser sacrificado; que algo era a suposição clássica de longa data de que nosso espaço obedece às leis da geometria euclidiana, e.g., que o teorema de Pitágoras é verdadeiro experimentalmente.  Einstein usou uma geometria mais geral, geometria pseudo-Riemanniana, para permitir a curvatura do espaço e do tempo que era necessária para a reconciliação; depois de oito anos de trabalho (1907–1915), ele conseguiu descobrir a maneira precisa como o espaço-tempo deveria ser curvado para reproduzir as leis físicas observadas na Natureza, particularmente a gravitação.  A gravidade é distinta das forças fictícias, força centrífuga e força de Coriolis, no sentido de que a curvatura do espaço-tempo é considerada fisicamente real, enquanto as forças fictícias não são consideradas forças.  As primeiras soluções de suas equações de campo explicaram a precessão anômala de Mercúrio e previram uma curvatura incomum da luz, que foi confirmada após a publicação de sua teoria.  Essas soluções são explicadas abaixo.

## Relatividade geral, relatividade especial e geometria
Na geometria euclidiana normal, os triângulos obedecem ao teorema de Pitágoras, que afirma que a distância ao quadrado ds2 entre dois pontos no espaço é a soma dos quadrados de suas componentes perpendiculares
{\displaystyle ds^{2}=dx^{2}+dy^{2}+dz^{2}\,\!}
onde dx, dy e dz representam as diferenças infinitesimais entre as coordenadas x, y e z de dois pontos em um sistema de coordenadas cartesiano.  Agora imagine um mundo em que isso não seja bem verdade; um mundo onde a distância é dada por
{\displaystyle ds^{2}=F(x,y,z)\,dx^{2}+G(x,y,z)\,dy^{2}+H(x,y,z)\,dz^{2}\,\!}
onde F, G e H são funções arbitrárias de posição.  Não é difícil imaginar um mundo assim; vivemos em um.  A superfície da Terra é curva, razão pela qual é impossível fazer um mapa plano da Terra perfeitamente preciso.  Os sistemas de coordenadas não cartesianas ilustram bem isso; por exemplo, nas coordenadas esféricas (r, θ, φ), a distância Euclidiana pode ser escrita
{\displaystyle ds^{2}=dr^{2}+r^{2}\,d\theta ^{2}+r^{2}\sin ^{2}\theta \,d\varphi ^{2}\,\!}
Outra ilustração seria um mundo em que as regras usadas para medir o comprimento não fossem confiáveis, regras que mudavam seu comprimento com sua posição e até mesmo com sua orientação.  No caso mais geral, deve-se levar em conta termos cruzados ao calcular a distância ds
{\displaystyle ds^{2}=g_{xx}\,dx^{2}+g_{xy}\,dx\,dy+g_{xz}\,dx\,dz+\cdots +g_{zy}\,dz\,dy+g_{zz}\,dz^{2}\,\!}
onde as nove funções gxx, gxy, ..., gzz constituem o tensor métrico, o qual define a geometria do espaço em geometria de Riemann.  No exemplo de coordenadas esféricas acima, não há termos cruzados; os únicos componentes do tensor métrico diferente de zero são grr = 1, gθθ = r2 e gφφ = r2 sin2 θ.
Em sua teoria especial da relatividade, Albert Einstein mostraram que a distância ds entre dois pontos espaciais não é constante, mas depende do movimento do observador.  No entanto, existe uma medida de separação entre dois pontos no espaço-tempo — chamado de "tempo próprio" e denotado com o símbolo dτ —  que é invariante; em outras palavras, não depende do movimento do observador.
{\displaystyle c^{2}\,d\tau ^{2}=c^{2}\,dt^{2}-dx^{2}-dy^{2}-dz^{2}\,\!}
o qual pode ser escrito em coordenadas esféricas como
{\displaystyle c^{2}\,d\tau ^{2}=c^{2}\,dt^{2}-dr^{2}-r^{2}\,d\theta ^{2}-r^{2}\sin ^{2}\theta \,d\varphi ^{2}\,\!}
Esta fórmula é a extensão natural do teorema de Pitágoras e da mesma forma só é válido quando não há curvatura no espaço-tempo.  Na relatividade geral, no entanto, o espaço e o tempo podem ter curvatura, portanto esta fórmula de distância deve ser modificada para uma forma mais geral
{\displaystyle c^{2}\,d\tau ^{2}=g_{\mu \nu }dx^{\mu }\,dx^{\nu }\,\!}
assim como generalizamos a fórmula para medir a distância na superfície da Terra.  A forma exata da métrica gμν depende da massa gravitante, do momento e da energia, conforme descrito pelas equações de campo de Einstein.  Einstein desenvolveu essas equações de campo para corresponder às leis da Natureza então conhecidas; no entanto, eles previram fenômenos nunca antes vistos (como a curvatura da luz pela gravidade) que foram confirmados mais tarde.

### Equação geodésica
De acordo com a teoria da relatividade geral de Einstein, partículas de massa desprezível viajam ao longo de geodésicas no espaço-tempo.  No espaço-tempo não curvo, longe de uma fonte de gravidade, estas geodésicas correspondem a linhas retas; entretanto, eles podem desviar-se das linhas retas quando o espaço-tempo é curvo.  A equação para as linhas geodésicas é
{\displaystyle {\frac {d^{2}x^{\mu }}{dq^{2}}}+\Gamma _{\nu \lambda }^{\mu }{\frac {dx^{\nu }}{dq}}{\frac {dx^{\lambda }}{dq}}=0}
onde Γ representa o símbolo de Christoffel e a variável q parametriza o caminho da partícula através do espaço-tempo, sua chamada linha de universo.  O símbolo de Christoffel depende somente do tensor métrico gμν, ou melhor, sobre como isso muda com a posição.  A variável q é uma constante múltipla do tempo próprio τ para órbitas semelhantes ao tempo (que são percorridas por partículas massivas), e geralmente é considerado igual a ele. Para órbitas semelhantes à luz (ou nulas) (que são percorridas por partículas sem massa, como o fóton), o tempo próprio é zero e, estritamente falando, não pode ser usado como a variável q.  No entanto, órbitas semelhantes à luz podem ser derivadas como o limite ultra-relativístico de órbitas semelhantes ao tempo, isto é, o limite como a massa da partícula m vai para zero enquanto mantém sua energia total fixa.

## Solução de Schwarzschild
Uma solução exata às equações de campo de Einstein é a métrica de Schwarzschild, a qual corresponde ao campo gravitacional externo de um corpo estacionário, sem carga, sem rotação e esfericamente simétrico de massa M.  É caracterizado por uma escala de comprimento rs, conhecido como o raio de Schwarzschild, o qual é definido pela fórmula
{\displaystyle r_{s}={\frac {2GM}{c^{2}}}}
onde G é a constante gravitacional.  A teoria clássica da gravidade newtoniana é recuperada no limite como a razão rs/r vai para zero. Nesse limite, a métrica retorna àquela definida pela relatividade especial.
Na prática, esta relação é quase sempre extremamente pequena. Por exemplo, o raio de Schwarzschild rs da Terra é aproximadamente 9 mm; na superfície da Terra, as correções da gravidade newtoniana são apenas uma parte em um bilhão.  O raio de Schwarzschild do Sol é muito maior, aproximadamente 2953 metros, mas em sua superfície, a proporção rs/r é aproximadamente 4 partes em um milhão.  Uma estrela anã branca é muito mais denso, mas mesmo aqui a proporção na sua superfície é de aproximadamente 250 partes em um milhão.  A razão só se torna grande perto de objetos ultradensos, tais como estrelas de nêutrons (onde a razão é aproximadamente 50%) e buraco negros.

### Órbitas sobre a massa central

Comparação entre a órbita de uma partícula de teste no espaço-tempo Newtoniano (esquerda) e Schwarzschild (direita). Clique para ver gráficos animados em alta resolução.

As órbitas de uma partícula de teste de massa infinitesimal {\displaystyle m} sobre a massa central {\displaystyle M} é dado pela equação do movimento
{\displaystyle \left({\frac {dr}{d\tau }}\right)^{2}={\frac {E^{2}}{m^{2}c^{2}}}-\left(1-{\frac {r_{s}}{r}}\right)\left(c^{2}+{\frac {h^{2}}{r^{2}}}\right).}
onde {\displaystyle h} é o momento angular relativo específico, {\textstyle h=r\times v={L \over \mu }} e {\displaystyle \mu } é a massa reduzida.  Isso pode ser convertido em uma equação para a órbita
{\displaystyle \left({\frac {dr}{d\varphi }}\right)^{2}={\frac {r^{4}}{b^{2}}}-\left(1-{\frac {r_{s}}{r}}\right)\left({\frac {r^{4}}{a^{2}}}+r^{2}\right),}
onde, para resumir, duas escalas de comprimento, {\textstyle a={\frac {h}{c}}} e {\textstyle b={\frac {Lc}{E}}}, tem sido introduzidos. São constantes do movimento e dependem das condições iniciais (posição e velocidade) da partícula de teste. Portanto, a solução da equação da órbita é
{\displaystyle \varphi =\int {\frac {1}{r^{2}}}\left[{\frac {1}{b^{2}}}-\left(1-{\frac {r_{\mathrm {s} }}{r}}\right)\left({\frac {1}{a^{2}}}+{\frac {1}{r^{2}}}\right)\right]^{-1/2}\,dr.}

### Energia potencial radial efetiva
A equação de movimento para a partícula derivada acima
{\displaystyle \left({\frac {dr}{d\tau }}\right)^{2}={\frac {E^{2}}{m^{2}c^{2}}}-c^{2}+{\frac {r_{s}c^{2}}{r}}-{\frac {h^{2}}{r^{2}}}+{\frac {r_{s}h^{2}}{r^{3}}}}
pode ser reescrita usando a definição do raio de Schwarzschild rs como
{\displaystyle {\frac {1}{2}}m\left({\frac {dr}{d\tau }}\right)^{2}=\left[{\frac {E^{2}}{2mc^{2}}}-{\frac {1}{2}}mc^{2}\right]+{\frac {GMm}{r}}-{\frac {L^{2}}{2\mu r^{2}}}+{\frac {G(M+m)L^{2}}{c^{2}\mu r^{3}}}}
que é equivalente a uma partícula movendo-se em um potencial efetivo unidimensional
{\displaystyle V(r)=-{\frac {GMm}{r}}+{\frac {L^{2}}{2\mu r^{2}}}-{\frac {G(M+m)L^{2}}{c^{2}\mu r^{3}}}}
Os dois primeiros termos são energias clássicas bem conhecidas, sendo o primeiro a energia potencial gravitacional Newtoniana atrativa e o segundo correspondente à energia potencial "centrífuga" repulsiva; entretanto, o terceiro termo é uma energia atrativa exclusiva da relatividade geral.  Como mostrado abaixo e outras vezes, esta energia cúbica inversa faz com que as órbitas elípticas precessem gradualmente por um ângulo δφ por revolução
{\displaystyle \delta \varphi \approx {\frac {6\pi G(M+m)}{c^{2}A\left(1-e^{2}\right)}}}
onde A é o semieixo maior e e é a excentricidade.  Aqui δφ não é a alteração na φ-coordenada em coordenadas (t, r, θ, φ) mas a alteração no argumento do periastro da órbita fechada clássica.
O terceiro termo é atrativo e domina em valores pequenos de r, fornecendo um raio interno crítico rinner no qual uma partícula é atraída inexoravelmente para dentro de r = 0; este raio interno é uma função do momento angular da partícula por unidade de massa ou, equivalentemente, da escala de comprimento a definida acima.

### Órbitas circulares e sua estabilidade

Potencial radial efetivo para vários momentos angulares. Em raios pequenos, a energia cai vertiginosamente, fazendo com que a partícula seja puxada inexoravelmente para dentro, para r = 0. No entanto, quando o momento angular normalizado a/r_{s} = L/mcr_{s} é igual à raiz quadrada de três, uma órbita circular metaestável é possível no raio destacado com um círculo verde. Em momentos angulares mais elevados, existe uma barreira centrífuga significativa (curva laranja) e um raio interno instável, destacado em vermelho.

O potencial efetivo V pode ser reescrito em termos do comprimento a = h/c:
{\displaystyle V(r)={\frac {mc^{2}}{2}}\left[-{\frac {r_{s}}{r}}+{\frac {a^{2}}{r^{2}}}-{\frac {r_{s}a^{2}}{r^{3}}}\right].}
Órbitas circulares são possíveis quando a força efetiva é zero:
{\displaystyle F=-{\frac {dV}{dr}}=-{\frac {mc^{2}}{2r^{4}}}\left[r_{s}r^{2}-2a^{2}r+3r_{s}a^{2}\right]=0;}
i.e., quando as duas forças atrativas—gravidade Newtoniana (primeiro termo) e a atração exclusiva da relatividade geral (terceiro termo)—são exatamente equilibradas pela força centrífuga repulsiva (segundo termo). Existem dois raios nos quais esse equilíbrio pode ocorrer, denotados aqui como rinner e router:
{\displaystyle {\begin{aligned}r_{\mathrm {outer} }&={\frac {a^{2}}{r_{s}}}\left(1+{\sqrt {1-{\frac {3r_{s}^{2}}{a^{2}}}}}\right)\\r_{\mathrm {inner} }&={\frac {a^{2}}{r_{s}}}\left(1-{\sqrt {1-{\frac {3r_{s}^{2}}{a^{2}}}}}\right)={\frac {3a^{2}}{r_{\mathrm {outer} }}},\end{aligned}}}
o qual são obtidos usando a fórmula quadrática.  O raio interno rinner é instável, porque a terceira força atrativa se fortalece muito mais rápido do que as outras duas forças quando r torna-se pequeno; se a partícula desliza ligeiramente para dentro a partir de rinner (onde todas as três forças estão em equilíbrio), a terceira força domina as outras duas e atrai a partícula inexoravelmente para dentro para r = 0.  No raio externo, entretanto, as órbitas circulares são estáveis; o terceiro termo é menos importante e o sistema se comporta mais como o problema de Kepler não relativístico.
Quando a é muito maior do que rs (o caso clássico), essas fórmulas se tornam aproximadamente
{\displaystyle {\begin{aligned}r_{\mathrm {outer} }&\approx {\frac {2a^{2}}{r_{s}}}\\r_{\mathrm {inner} }&\approx {\frac {3}{2}}r_{s}\end{aligned}}}

Os raios estáveis e instáveis são plotados em função do momento angular normalizado a/r_{s} = L/mcr_{s} em azul e vermelho, respectivamente. Estas curvas encontram-se numa órbita circular única (círculo verde) quando o momento angular normalizado é igual à raiz quadrada de três. Para comparação, o raio clássico previsto a partir da aceleração centrípeta e da lei da gravidade de Newton é plotado em preto.

Substituindo as definições de a e rs em router resulta a fórmula clássica para uma partícula de massa m orbitando um corpo de massa M.
A seguinte equação
{\displaystyle r_{\mathrm {outer} }^{3}={\frac {G(M+m)}{\omega _{\varphi }^{2}}}}
onde ωφ é a velocidade angular orbital da partícula, é obtida na mecânica não relativística definindo a força centrífuga como igual à força gravitacional Newtoniana:
{\displaystyle {\frac {GMm}{r^{2}}}=\mu \omega _{\varphi }^{2}r}
Onde {\displaystyle \mu } é a massa reduzida.
Em nossa notação, a velocidade angular orbital clássica é igual
{\displaystyle \omega _{\varphi }^{2}\approx {\frac {GM}{r_{\mathrm {outer} }^{3}}}=\left({\frac {r_{s}c^{2}}{2r_{\mathrm {outer} }^{3}}}\right)=\left({\frac {r_{s}c^{2}}{2}}\right)\left({\frac {r_{s}^{3}}{8a^{6}}}\right)={\frac {c^{2}r_{s}^{4}}{16a^{6}}}}
No outro extremo, quando a2 aproxima-se de 3rs2 de cima, os dois raios convergem para um único valor
{\displaystyle r_{\mathrm {outer} }\approx r_{\mathrm {inner} }\approx 3r_{s}}
As soluções quadráticas acima certificam que router sejam sempre maiores que 3rs, enquanto rinner encontra-se entre 3⁄2 rs e 3rs. Órbitas circulares menores que 3⁄2 rs não são possíveis.  Para partículas sem massa, a vai ao infinito, implicando que existe uma órbita circular para fótons em rinner = 3⁄2 rs.  A esfera deste raio é às vezes conhecida como esfera de fótons.

### Precessão de órbitas elípticas

No problema de Kepler não relativístico, uma partícula segue a mesma elipse perfeita (órbita vermelha) eternamente. A relatividade geral introduz uma terceira força que atrai a partícula um pouco mais fortemente do que a gravidade Newtoniana, especialmente em raios pequenos. Esta terceira força faz com que a órbita elíptica da partícula precesse (órbita ciano) na direção de sua rotação; este efeito foi medido em Mercúrio, Vênus e Terra. O ponto amarelo dentro das órbitas representa o centro de atração, como o Sol.

A taxa de precessão orbital pode ser derivada usando este potencial radial efetivo V.  Um pequeno desvio radial de uma órbita circular de raio router oscilará de maneira estável com uma frequência angular
{\displaystyle \omega _{r}^{2}={\frac {1}{m}}\left[{\frac {d^{2}V}{dr^{2}}}\right]_{r=r_{\mathrm {outer} }}}
a qual é igual
{\displaystyle \omega _{r}^{2}=\left({\frac {c^{2}r_{s}}{2r_{\mathrm {outer} }^{4}}}\right)\left(r_{\mathrm {outer} }-r_{\mathrm {inner} }\right)=\omega _{\varphi }^{2}{\sqrt {1-{\frac {3r_{s}^{2}}{a^{2}}}}}}
Tomando a raiz quadrada de ambos os lados e expandindo usando o teorema binomial produz a fórmula
{\displaystyle \omega _{r}=\omega _{\varphi }\left(1-{\frac {3r_{s}^{2}}{4a^{2}}}+\cdots \right)}
Multiplicando pelo período T de uma revolução dá a precessão da órbita por revolução
{\displaystyle \delta \varphi =T(\omega _{\varphi }-\omega _{r})\approx 2\pi \left({\frac {3r_{s}^{2}}{4a^{2}}}\right)={\frac {3\pi m^{2}c^{2}}{2L^{2}}}r_{s}^{2}}
onde temos usado ωφT = 2π e a definição da escala de comprimento a.  Substituindo a definição do raio de Schwarzschild rs resulta
{\displaystyle \delta \varphi \approx {\frac {3\pi m^{2}c^{2}}{2L^{2}}}\left({\frac {4G^{2}M^{2}}{c^{4}}}\right)={\frac {6\pi G^{2}M^{2}m^{2}}{c^{2}L^{2}}}}
Isso pode ser simplificado usando o semieixo maior da órbita elíptica A e ecentricidade e relacionados pela fórmula
{\displaystyle {\frac {h^{2}}{G(M+m)}}=A\left(1-e^{2}\right)}
fornecendo o ângulo de precessão
{\displaystyle \delta \varphi \approx {\frac {6\pi G(M+m)}{c^{2}A\left(1-e^{2}\right)}}}
Como a órbita clássica fechada é uma elipse em geral, a grandeza A(1 − e2) é o semi-latus rectum l da elipse.
Portanto, a fórmula final da precessão apsidal angular para uma revolução unitária completa é
{\displaystyle \delta \varphi \approx {\frac {6\pi G(M+m)}{c^{2}l}}}

## Além da solução de Schwarzschild

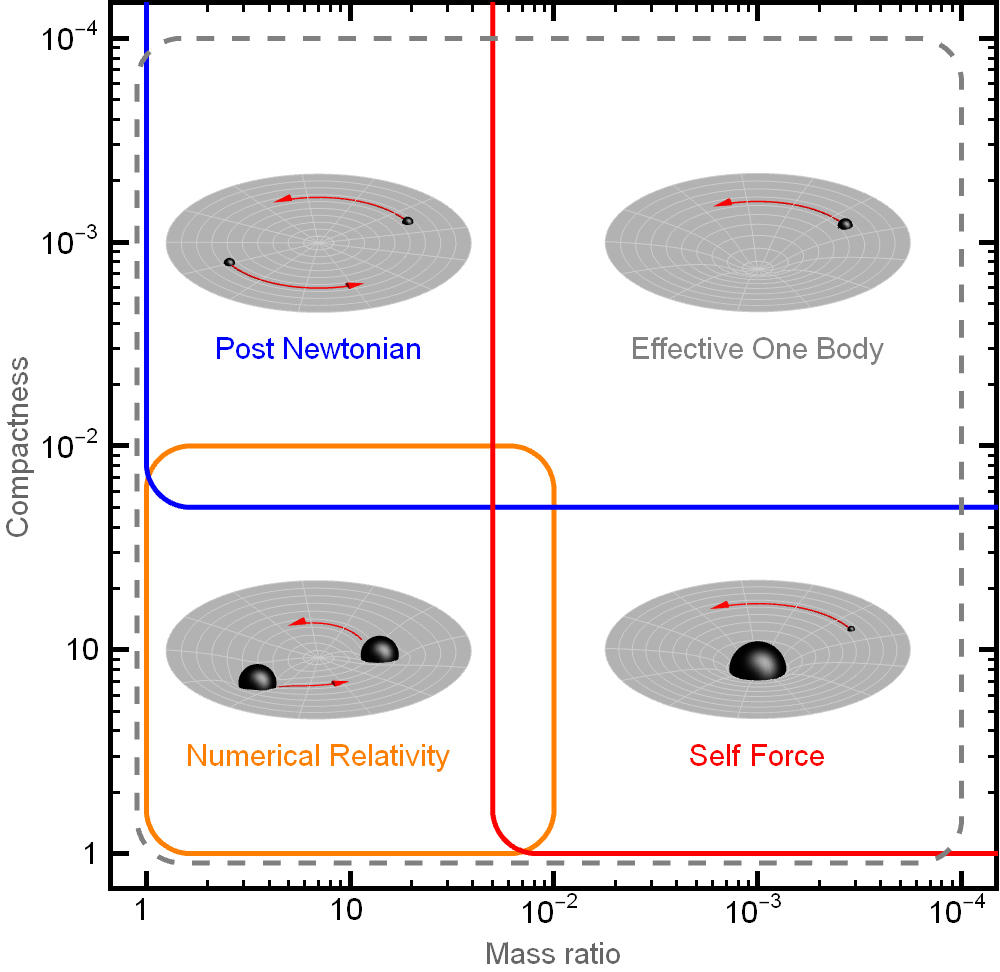
Diagrama do espaço de parâmetros de binários compactos com os vários esquemas de aproximação e suas regiões de validade.

### Expansão pós-Newtoniana
Na solução de Schwarzschild, assume-se que quanto maior a massa M é estacionário e sozinho determina o campo gravitacional (i.e., a geometria do espaço-tempo) e, portanto, a massa menor m segue um caminho geodésico através desse espaço-tempo fixo.  Esta é uma aproximação razoável para os fótons e a órbita de Mercúrio, que é cerca de 6 milhões de vezes mais leve que o Sol.  Contudo, é inadequado para estrelas binárias, nas quais as massas podem ser de magnitude semelhante.
A métrica para o caso de duas massas comparáveis não pode ser resolvida de forma fechada e, portanto, é necessário recorrer a técnicas de aproximação como a aproximação pós-Newtoniana ou aproximações numéricas. De passagem, mencionamos uma exceção particular em dimensões inferiores (ver modelo R = T para detalhes).  Em (1+1) dimensões, i.e. um espaço feito de uma dimensão espacial e uma dimensão de tempo, a métrica para dois corpos de massas iguais pode ser resolvida analiticamente em termos da função W de Lambert.  No entanto, a energia gravitacional entre os dois corpos é trocada via dilatons em vez de grávitons, que requerem três espaços para se propagar.
A expansão pós-Newtoniana é um método de cálculo que fornece uma série de soluções cada vez mais precisas para um determinado problema.  O método é iterativo; uma solução inicial para movimentos de partículas é usada para calcular os campos gravitacionais; a partir desses campos derivados, novos movimentos de partículas podem ser calculados, a partir dos quais estimativas ainda mais precisas dos campos podem ser calculadas, e assim por diante. Esta abordagem é chamada de "pós-newtoniana" porque a solução newtoniana para as órbitas das partículas é frequentemente usada como solução inicial.
A teoria pode ser dividida em duas partes: a primeira encontra o potencial efetivo de dois corpos que captura as correções da RG para o potencial Newtoniano.  Em segundo lugar, deve-se resolver as equações de movimento resultantes.

### Abordagens computacionais modernas
As equações de Einstein também podem ser resolvidas em um computador usando métodos numéricos sofisticados. Dado poder computacional suficiente, tais soluções podem ser mais precisas do que soluções pós-Newtonianas. No entanto, tais cálculos são exigentes porque as equações geralmente devem ser resolvidas num espaço quadridimensional. No entanto, a partir do final da década de 1990, tornou-se possível resolver problemas difíceis como a fusão de dois buracos negros, que é uma versão muito difícil do problema de Kepler na relatividade geral.

### Radiação gravitacional
Se não houver radiação gravitacional incidente, de acordo com a relatividade geral, dois corpos orbitando um ao outro emitirão radiação gravitacional, fazendo com que as órbitas percam gradualmente energia.
As fórmulas que descrevem a perda de energia e momento angular devido à radiação gravitacional dos dois corpos do problema de Kepler tem sido calculadas.  A taxa de perda de energia (média de uma órbita completa) é dada por
{\displaystyle -\left\langle {\frac {dE}{dt}}\right\rangle ={\frac {32G^{4}m_{1}^{2}m_{2}^{2}(m_{1}+m_{2})}{5c^{5}a^{5}\left(1-e^{2}\right)^{7/2}}}\left(1+{\frac {73}{24}}e^{2}+{\frac {37}{96}}e^{4}\right)}
onde e é a excentricidade orbital e a é o semieixo maior da órbita elíptica.  Os colchetes angulares no lado esquerdo da equação representam a média em uma única órbita. Da mesma forma, a taxa média de perda de momento angular é igual a
{\displaystyle -\left\langle {\frac {dL_{z}}{dt}}\right\rangle ={\frac {32G^{7/2}m_{1}^{2}m_{2}^{2}{\sqrt {m_{1}+m_{2}}}}{5c^{5}a^{7/2}\left(1-e^{2}\right)^{2}}}\left(1+{\frac {7}{8}}e^{2}\right)}
A taxa de diminuição do período é dada por
{\displaystyle -\left\langle {\frac {dP_{b}}{dt}}\right\rangle ={\frac {192\pi G^{5/3}m_{1}m_{2}(m_{1}+m_{2})^{-1/3}}{5c^{5}\left(1-e^{2}\right)^{7/2}}}\left(1+{\frac {73}{24}}e^{2}+{\frac {37}{96}}e^{4}\right)\left({\frac {P_{b}}{2\pi }}\right)^{-{5/3}}}
onde Pb é o período orbital.
As perdas de energia e momento angular aumentam significativamente à medida que a excentricidade se aproxima de um, i.e., à medida que a elipse da órbita se torna cada vez mais alongada.  As perdas de radiação também aumentam significativamente com a diminuição do tamanho a da órbita.

Mudanças observadas experimentalmente no tempo do periastro do pulsar binário PSR B1913+16 (pontos vermelhos) corresponde à mudança devido à redução no período orbital previsto pela relatividade geral (curva azul) quase exatamente.
Duas estrelas de nêutrons girando rapidamente em torno uma da outra perdem gradualmente energia emitindo radiação gravitacional. À medida que perdem energia, orbitam um ao outro mais rapidamente e mais próximos um do outro.